# Världscupen i skidskytte 2014/2015
Världscupen i skidskytte 2014/2015 inleddes den 30 november 2014 i Östersund, Sverige och avslutades den 22 mars 2015 i Khanty-Mansiysk, Ryssland. Den 5-15 mars 2015 anordnades världsmästerskapen i finska Kontiolax som ingår i världscupserien.
I Sverige stod SVT och Eurosport för sändningarna.
Cupvinnare blev på damsidan Darja Domratjeva, Vitryssland, och på herrsidan Martin Fourcade, Frankrike.

## Tävlingsprogram

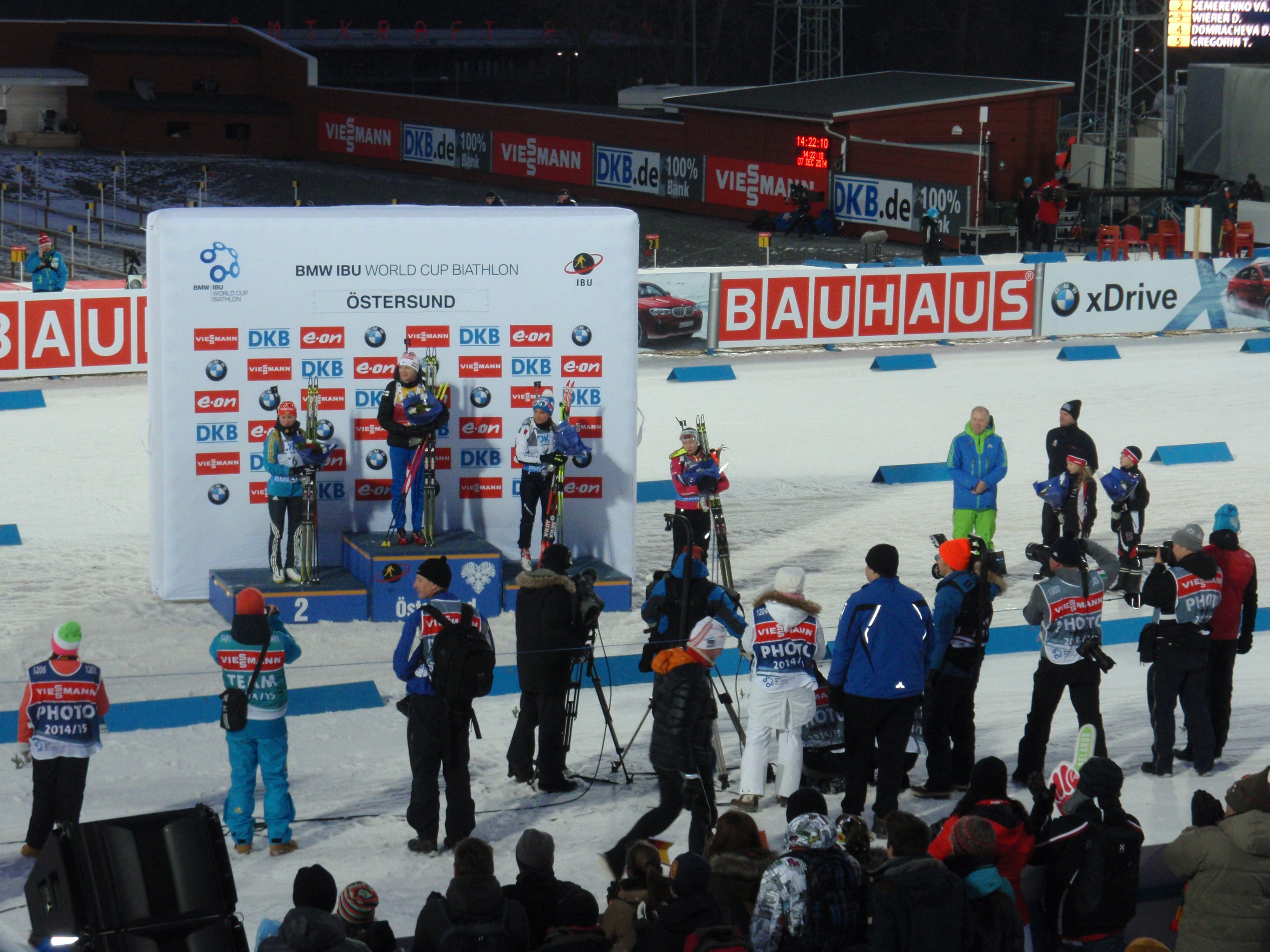
Prisceremoni efter damernas jaktstart i Östersund. Vinnare Kaisa Mäkäräinen

| Datum                         | Ort                  | Anläggning                  | Land      |
| ----------------------------- | -------------------- | --------------------------- | --------- |
| 30 november - 7 december 2014 | Östersund            | Östersunds skidstadion      | Sverige   |
| 12-14 december 2014           | Hochfilzen           | Biathlon Stadium Hochfilzen | Österrike |
| 18-21 december 2014           | Pokljuka             | Pokljuka                    | Slovenien |
| 7-11 januari 2015             | Oberhof              | DKB-Ski-Arena Oberhof       | Tyskland  |
| 14-18 januari 2015            | Ruhpolding           | Chiemgau-Arena              | Tyskland  |
| 22-25 januari 2015            | Antholz              | Südtirol Arena              | Italien   |
| 6-8 februari 2015             | Nové Město na Moravě | Nové Město na Moravě        | Tjeckien  |
| 12-15 februari 2015           | Oslo                 | Holmenkollen                | Norge     |
| 5-15 mars 2015 (VM)           | Kontiolax            | Kontiolax                   | Finland   |
| 19-22 mars 2015               | Khanty-Mansiysk      | Khanty-Mansiysk             | Ryssland  |

### Discipliner
Antalet tävlingar är lika för både damer och herrar.
| Disciplin    | Antal tävlingar | Första tävlingstillfälle | Sista tävlingstillfälle |
| ------------ | --------------- | ------------------------ | ----------------------- |
| Distans      | 3               | 3 december 2014          | 13 mars 2015            |
| Sprint       | 10              | 6 december 2014          | 20 mars 2015            |
| Jaktstart    | 7               | 7 december 2014          | 21 mars 2015            |
| Masstart     | 5               | 21 december 2014         | 22 mars 2015            |
| Stafett      | 6               | 13 december 2014         | 15 mars 2015            |
| Mixedstafett | 3               | 30 november 2014         | 5 mars 2015             |

## Världscuppoäng
| Poängsystem säsongen 2014/2015 (sedan 2008/2009) | Poängsystem säsongen 2014/2015 (sedan 2008/2009) | Poängsystem säsongen 2014/2015 (sedan 2008/2009) | Poängsystem säsongen 2014/2015 (sedan 2008/2009) | Poängsystem säsongen 2014/2015 (sedan 2008/2009) | Poängsystem säsongen 2014/2015 (sedan 2008/2009) | Poängsystem säsongen 2014/2015 (sedan 2008/2009) | Poängsystem säsongen 2014/2015 (sedan 2008/2009) | Poängsystem säsongen 2014/2015 (sedan 2008/2009) | Poängsystem säsongen 2014/2015 (sedan 2008/2009) | Poängsystem säsongen 2014/2015 (sedan 2008/2009) | Poängsystem säsongen 2014/2015 (sedan 2008/2009) | Poängsystem säsongen 2014/2015 (sedan 2008/2009) | Poängsystem säsongen 2014/2015 (sedan 2008/2009) | Poängsystem säsongen 2014/2015 (sedan 2008/2009) | Poängsystem säsongen 2014/2015 (sedan 2008/2009) | Poängsystem säsongen 2014/2015 (sedan 2008/2009) | Poängsystem säsongen 2014/2015 (sedan 2008/2009) | Poängsystem säsongen 2014/2015 (sedan 2008/2009) | Poängsystem säsongen 2014/2015 (sedan 2008/2009) | Poängsystem säsongen 2014/2015 (sedan 2008/2009) | Poängsystem säsongen 2014/2015 (sedan 2008/2009) | Poängsystem säsongen 2014/2015 (sedan 2008/2009) | Poängsystem säsongen 2014/2015 (sedan 2008/2009) | Poängsystem säsongen 2014/2015 (sedan 2008/2009) | Poängsystem säsongen 2014/2015 (sedan 2008/2009) | Poängsystem säsongen 2014/2015 (sedan 2008/2009) | Poängsystem säsongen 2014/2015 (sedan 2008/2009) | Poängsystem säsongen 2014/2015 (sedan 2008/2009) | Poängsystem säsongen 2014/2015 (sedan 2008/2009) | Poängsystem säsongen 2014/2015 (sedan 2008/2009) | Poängsystem säsongen 2014/2015 (sedan 2008/2009) | Poängsystem säsongen 2014/2015 (sedan 2008/2009) | Poängsystem säsongen 2014/2015 (sedan 2008/2009) | Poängsystem säsongen 2014/2015 (sedan 2008/2009) | Poängsystem säsongen 2014/2015 (sedan 2008/2009) | Poängsystem säsongen 2014/2015 (sedan 2008/2009) | Poängsystem säsongen 2014/2015 (sedan 2008/2009) | Poängsystem säsongen 2014/2015 (sedan 2008/2009) | Poängsystem säsongen 2014/2015 (sedan 2008/2009) | Poängsystem säsongen 2014/2015 (sedan 2008/2009) |
| ------------------------------------------------ | ------------------------------------------------ | ------------------------------------------------ | ------------------------------------------------ | ------------------------------------------------ | ------------------------------------------------ | ------------------------------------------------ | ------------------------------------------------ | ------------------------------------------------ | ------------------------------------------------ | ------------------------------------------------ | ------------------------------------------------ | ------------------------------------------------ | ------------------------------------------------ | ------------------------------------------------ | ------------------------------------------------ | ------------------------------------------------ | ------------------------------------------------ | ------------------------------------------------ | ------------------------------------------------ | ------------------------------------------------ | ------------------------------------------------ | ------------------------------------------------ | ------------------------------------------------ | ------------------------------------------------ | ------------------------------------------------ | ------------------------------------------------ | ------------------------------------------------ | ------------------------------------------------ | ------------------------------------------------ | ------------------------------------------------ | ------------------------------------------------ | ------------------------------------------------ | ------------------------------------------------ | ------------------------------------------------ | ------------------------------------------------ | ------------------------------------------------ | ------------------------------------------------ | ------------------------------------------------ | ------------------------------------------------ | ------------------------------------------------ |
| Placering                                        | 1                                                | 2                                                | 3                                                | 4                                                | 5                                                | 6                                                | 7                                                | 8                                                | 9                                                | 10                                               | 11                                               | 12                                               | 13                                               | 14                                               | 15                                               | 16                                               | 17                                               | 18                                               | 19                                               | 20                                               | 21                                               | 22                                               | 23                                               | 24                                               | 25                                               | 26                                               | 27                                               | 28                                               | 29                                               | 30                                               | 31                                               | 32                                               | 33                                               | 34                                               | 35                                               | 36                                               | 37                                               | 38                                               | 39                                               | 40                                               |
| Poäng                                            | 60                                               | 54                                               | 48                                               | 43                                               | 40                                               | 38                                               | 36                                               | 34                                               | 32                                               | 31                                               | 30                                               | 29                                               | 28                                               | 27                                               | 26                                               | 25                                               | 24                                               | 23                                               | 22                                               | 21                                               | 20                                               | 19                                               | 18                                               | 17                                               | 16                                               | 15                                               | 14                                               | 13                                               | 12                                               | 11                                               | 10                                               | 9                                                | 8                                                | 7                                                | 6                                                | 5                                                | 4                                                | 3                                                | 2                                                | 1                                                |

## Resultat
Nedan följer vinterns tävlingsprogram i världscupen. Totalt arrangeras tävlingar på nio orter (VM ej inräknat). Herrar och damer tävlar på samma ort.

### Herrar
| Datum                                                        | Disciplin            | Etta                                                                                  | Tvåa                                                                                    | Trea                                                                                   | Referens |
| ------------------------------------------------------------ | -------------------- | ------------------------------------------------------------------------------------- | --------------------------------------------------------------------------------------- | -------------------------------------------------------------------------------------- | -------- |
| 1. Världscuppremiär i Östersund, 30 november–7 december 2014 |                      |                                                                                       |                                                                                         |                                                                                        |          |
| 3 december 2014 (Ons.)                                       | Distans (20 km)      | Emil Hegle Svendsen                                                                   | Serhij Semenov                                                                          | Michal Šlesingr                                                                        |          |
| 6 december 2014 (Lör.)                                       | Sprint (10 km)       | Martin Fourcade                                                                       | Ondřej Moravec                                                                          | Jakov Fak                                                                              |          |
| 7 december 2014 (Sön.)                                       | Jaktstart (12,5 km)  | Martin Fourcade                                                                       | Anton Sjipulin                                                                          | Emil Hegle Svendsen                                                                    |          |
| 2. Världscupen i Hochfilzen, 12–14 december 2014             |                      |                                                                                       |                                                                                         |                                                                                        |          |
| 12 december 2014 (Fre.)                                      | Sprint (10 km)       | Johannes Thingnes Bø                                                                  | Simon Schempp                                                                           | Andreas Birnbacher                                                                     |          |
| 13 december 2014 (Lör.)                                      | Stafett (4 × 7,5 km) | Ryssland Maksim Tsvetkov Timofej Lapsjin Dmitrij Malysjko Anton Sjipulin              | Frankrike Simon Fourcade Jean-Guillaume Béatrix Simon Desthieux Martin Fourcade         | Norge Johannes Thingnes Bø Emil Hegle Svendsen Lars Helge Birkeland Tarjei Bø          |          |
| 14 december 2014 (Sön.)                                      | Jaktstart (12,5 km)  | Martin Fourcade                                                                       | Simon Schempp                                                                           | Jakov Fak                                                                              |          |
| 3. Världscupen i Pokljuka, 19–21 december 2014               |                      |                                                                                       |                                                                                         |                                                                                        |          |
| 19 december 2014 (Fre.)                                      | Sprint (10 km)       | Anton Sjipulin                                                                        | Dominik Landertinger                                                                    | Emil Hegle Svendsen                                                                    |          |
| 20 december 2014 (Lör.)                                      | Jaktstart (12,5 km)  | Emil Hegle Svendsen                                                                   | Anton Sjipulin                                                                          | Martin Fourcade                                                                        |          |
| 21 december 2014 (Sön.)                                      | Masstart (15 km)     | Anton Sjipulin                                                                        | Martin Fourcade                                                                         | Simon Eder                                                                             |          |
| 4. Världscupen i Oberhof, 8–11 januari 2015                  |                      |                                                                                       |                                                                                         |                                                                                        |          |
| 8 januari 2015 (Tors.)                                       | Stafett (4 x 7,5 km) | Ryssland Jevgenij Garanitjev Timofej Lapsjin Dmitrij Malysjko Anton Sjipulin          | Norge Vetle Sjåstad Christiansen Alexander Os Johannes Thingnes Bø Ole Einar Bjørndalen | Frankrike Simon Fourcade Jean-Guillaume Béatrix Simon Desthieux Quentin Fillon Maillet |          |
| 10 januari 2015 (Lör.)                                       | Sprint (10 km)       | Martin Fourcade                                                                       | Ole Einar Bjørndalen                                                                    | Timofej Lapsjin                                                                        |          |
| 11 januari 2015 (Sön.)                                       | Masstart (15 km)     | Martin Fourcade                                                                       | Anton Sjipulin                                                                          | Dmitrij Malysjko                                                                       |          |
| 5. Världscupen i Ruhpolding, 15–18 januari 2015              |                      |                                                                                       |                                                                                         |                                                                                        |          |
| 15 januari 2015 (Tors.)                                      | Stafett (4 × 7,5 km) | Norge Ole Einar Bjørndalen Erlend Bjøntegard Johannes Thingnes Bø Emil Hegle Svendsen | Tyskland Erik Lesser Andreas Birnbacher Arnd Peiffer Simon Schempp                      | Ryssland Jevgenij Garanitjev Timofej Lapsjin Aleksej Volkov Anton Sjipulin             |          |
| 17 januari 2015 (Lör.)                                       | Sprint (10 km)       | Johannes Thingnes Bø                                                                  | Simon Schempp                                                                           | Arnd Peiffer                                                                           |          |
| 18 januari 2015 (Sön.)                                       | Masstart (15 km)     | Simon Schempp                                                                         | Quentin Fillon Maillet                                                                  | Michal Šlesingr                                                                        |          |
| 6. Världscupen i Antholz, 22–25 januari 2015                 |                      |                                                                                       |                                                                                         |                                                                                        |          |
| 22 januari 2015 (Tors.)                                      | Sprint (10 km)       | Simon Schempp                                                                         | Jevgenij Garanitjev                                                                     | Jakov Fak                                                                              |          |
| 24 januari 2015 (Lör.)                                       | Jaktstart (12,5 km)  | Simon Schempp                                                                         | Simon Eder                                                                              | Jevgenij Garanitjev                                                                    |          |
| 25 januari 2015 (Sön.)                                       | Stafett (4 × 7,5 km) | Norge Ole Einar Bjørndalen Tarjei Bø Johannes Thingnes Bø Emil Hegle Svendsen         | Tyskland Erik Lesser Daniel Böhm Arnd Peiffer Simon Schempp                             | Frankrike Simon Fourcade Quentin Fillon Maillet Simon Desthieux Jean Guillaume Beatrix |          |
| 7. Världscupen i Nové Město na Moravě, 6–8 februari 2015     |                      |                                                                                       |                                                                                         |                                                                                        |          |
| 7 februari 2015 (Fre.)                                       | Sprint (10 km)       | Jakov Fak                                                                             | Simon Schempp                                                                           | Jean Guillaume Beatrix                                                                 |          |
| 8 februari 2015 (Lör.)                                       | Jaktstart (12,5 km)  | Jakov Fak                                                                             | Simon Schempp                                                                           | Martin Fourcade                                                                        |          |
| 8. Världscupen i Oslo, 12-15 februari 2015                   |                      |                                                                                       |                                                                                         |                                                                                        |          |
| 12 februari 2015 (Fre.)                                      | Distans (20 km)      | Martin Fourcade                                                                       | Jevgenij Garanitjev                                                                     | Serhij Semenov                                                                         |          |
| 14 februari 2015 (Lör.)                                      | Sprint (10 km)       | Arnd Peiffer                                                                          | Martin Fourcade                                                                         | Anton Sjipulin                                                                         |          |
| 15 februari 2015 (Sön.)                                      | Stafett (4 x 7,5 km) | Ryssland Jevgenij Garanitjev Maxim Tsvetkov Dmitrij Malysjko Anton Sjipulin           | Tyskland Erik Lesser Andreas Birnbacher Arnd Peiffer Simon Schempp                      | Österrike Daniel Mesotitsch Simon Eder Sven Grossegger Dominik Landertinger            |          |
| 9. Världsmästerskapen i Kontiolax, 5–15 mars 2015            |                      |                                                                                       |                                                                                         |                                                                                        |          |
| 7 mars 2015 (Lör.)                                           | Sprint (10 km)       | Johannes Thingnes Bø                                                                  | Nathan Smith                                                                            | Tarjei Bø                                                                              |          |
| 8 mars 2015 (Sön.)                                           | Jaktstart (12,5 km)  | Erik Lesser                                                                           | Anton Sjipulin                                                                          | Tarjei Bø                                                                              |          |
| 12 mars 2015 (Tors.)                                         | Distans (20 km)      | Martin Fourcade                                                                       | Emil Hegle Svendsen                                                                     | Ondřej Moravec                                                                         |          |
| 14 mars 2015 (Lör.)                                          | Stafett (4 x 7,5 km) | Tyskland Erik Lesser Daniel Böhm Arnd Peiffer Simon Schempp                           | Norge Ole Einar Bjørndalen Tarjei Bø Johannes Thingnes Bø Emil Hegle Svendsen           | Frankrike Simon Fourcade Jean Guillaume Beatrix Quentin Fillon Maillet Martin Fourcade |          |
| 15 mars 2015 (Sön.)                                          | Masstart (15 km)     | Jakov Fak                                                                             | Ondřej Moravec                                                                          | Tarjei Bø                                                                              |          |
| 10. Världscupfinal i Khanty-Mansiysk, 19–22 mars 2015        |                      |                                                                                       |                                                                                         |                                                                                        |          |
| 19 mars 2015 (Tors.)                                         | Sprint (10 km)       | Martin Fourcade                                                                       | Anton Sjipulin                                                                          | Benedikt Doll                                                                          |          |
| 21 mars 2015 (Lör.)                                          | Jaktstart (12,5 km)  | Nathan Smith                                                                          | Benedikt Doll                                                                           | Anton Sjipulin                                                                         |          |
| 22 mars 2015 (Sön.)                                          | Masstart (15 km)     | Jakov Fak                                                                             | Anton Sjipulin                                                                          | Tarjei Bø                                                                              |          |

### Damer
| Datum                                                        | Disciplin          | Etta                                                                        | Tvåa                                                                            | Trea                                                                            | Referens |
| ------------------------------------------------------------ | ------------------ | --------------------------------------------------------------------------- | ------------------------------------------------------------------------------- | ------------------------------------------------------------------------------- | -------- |
| 1. Världscuppremiär i Östersund, 30 november–7 december 2014 |                    |                                                                             |                                                                                 |                                                                                 |          |
| 4 december 2014 (Tors.)                                      | Distans (15 km)    | Darja Domratjeva                                                            | Kaisa Mäkäräinen                                                                | Valj Semerenko                                                                  |          |
| 6 december 2014 (Lör.)                                       | Sprint (7,5 km)    | Tiril Eckhoff                                                               | Veronika Vítková                                                                | Kaisa Mäkäräinen                                                                |          |
| 7 december 2014 (Sön.)                                       | Jaktstart (10 km)  | Kaisa Mäkäräinen                                                            | Valj Semerenko                                                                  | Dorothea Wierer                                                                 |          |
| 2. Världscupen i Hochfilzen, 12–14 december 2014             |                    |                                                                             |                                                                                 |                                                                                 |          |
| 12 december 2014 (Fre.)                                      | Sprint (7,5 km)    | Kaisa Mäkäräinen                                                            | Karin Oberhofer                                                                 | Tiril Eckhoff                                                                   |          |
| 13 december 2014 (Lör.)                                      | Stafett (4 × 6 km) | Tyskland Luise Kummer Franziska Hildebrand Vanessa Hinz Franziska Preuss    | Belarus Nadzeja Skardzina Nastasja Dubarezava Nadzeja Pisarava Darja Domratjeva | Tjeckien Eva Puskarčíková Gabriela Soukalová Jitka Landová Veronika Vítková     |          |
| 14 december 2014 (Sön.)                                      | Jaktstart (10 km)  | Kaisa Mäkäräinen                                                            | Jekaterina Glazyrina                                                            | Anaïs Bescond                                                                   |          |
| 3. Världscupen i Pokljuka, 18–21 december 2014               |                    |                                                                             |                                                                                 |                                                                                 |          |
| 18 december 2014 (Fre.)                                      | Sprint (7,5 km)    | Gabriela Soukalová                                                          | Dorothea Wierer                                                                 | Valj Semerenko                                                                  |          |
| 20 december 2014 (Lör.)                                      | Jaktstart (10 km)  | Darja Domratjeva                                                            | Kaisa Mäkäräinen                                                                | Valj Semerenko                                                                  |          |
| 21 december 2014 (Sön.)                                      | Masstart (12,5 km) | Kaisa Mäkäräinen                                                            | Anaïs Bescond                                                                   | Nadzeja Skardzina                                                               |          |
| 4. Världscupen i Oberhof, 7–11 januari 2015                  |                    |                                                                             |                                                                                 |                                                                                 |          |
| 7 januari 2015 (Ons.)                                        | Stafett (4 x 6 km) | Tjeckien Eva Puskarčíková Gabriela Soukalová Jitka Landová Veronika Vítková | Frankrike Marine Bolliet Marie Dorin Habert Justine Braisaz Anaïs Bescond       | Belarus Nadzeja Skardzina Nastasja Dubarezava Nadzeja Pisarava Darja Domratjeva |          |
| 9 januari 2015 (Fre.)                                        | Sprint (7,5 km)    | Veronika Vítková                                                            | Dorothea Wierer                                                                 | Nicole Gontier                                                                  |          |
| 11 januari 2015 (Sön.)                                       | Masstart (12,5 km) | Darja Domratjeva                                                            | Veronika Vítková                                                                | Tiril Eckhoff                                                                   |          |
| 5. Världscupen i Ruhpolding, 14–18 januari 2015              |                    |                                                                             |                                                                                 |                                                                                 |          |
| 14 januari 2015 (Ons.)                                       | Stafett (4 × 6 km) | Tjeckien Eva Puskarčíková Gabriela Soukalová Jitka Landová Veronika Vítková | Belarus Nadzeja Skardzina Irina Kryuko Nadzeja Pisarava Darja Domratjeva        | Tjeckien Eva Puskarčíková Gabriela Soukalová Jitka Landová Veronika Vítková     |          |
| 16 januari 2015 (Fre.)                                       | Sprint (7,5 km)    | Fanny Welle-Strand Horn                                                     | Darja Domratjeva                                                                | Tiril Eckhoff                                                                   |          |
| 18 januari 2015 (Sön.)                                       | Masstart (12,5 km) | Darja Domratjeva                                                            | Franziska Preuss                                                                | Veronika Vítková                                                                |          |
| 6. Världscupen i Antholz, 23–25 januari 2015                 |                    |                                                                             |                                                                                 |                                                                                 |          |
| 23 januari 2015 (Fre.)                                       | Sprint (7,5 km)    | Darja Domratjeva                                                            | Kaisa Mäkäräinen                                                                | Laura Dahlmeier                                                                 |          |
| 24 januari 2015 (Lör.)                                       | Jaktstart (10 km)  | Darja Domratjeva                                                            | Daria Virolaynen                                                                | Kaisa Mäkäräinen                                                                |          |
| 25 januari 2015 (Sön.)                                       | Stafett (4 × 6 km) | Tyskland Franziska Hildebrand Franziska Preuss Luise Kummer Laura Dahlmeier | Tjeckien Eva Puskarčíková Gabriela Soukalová Jitka Landová Veronika Vítková     | Ukraina Julija Dzjyma Natalya Burdyga Olga Abarmova Valj Semerenko              |          |
| 7. Världscupen i Nové Město na Moravě, 6–8 februari 2015     |                    |                                                                             |                                                                                 |                                                                                 |          |
| 7 februari 2015 (Fre.)                                       | Sprint (7,5 km)    | Laura Dahlmeier                                                             | Franziska Hildebrand                                                            | Veronika Vítková                                                                |          |
| 8 februari 2015 (Lör.)                                       | Jaktstart (10 km)  | Darja Domratjeva                                                            | Kaisa Mäkäräinen                                                                | Laura Dahlmeier                                                                 |          |
| 8. Världscupen i Oslo, 12–15 februari 2015                   |                    |                                                                             |                                                                                 |                                                                                 |          |
| 12 februari 2015 (Tors.)                                     | Distans (15 km)    | Kaisa Mäkäräinen                                                            | Darja Domratjeva                                                                | Veronika Vítková                                                                |          |
| 14 februari 2015 (Lör.)                                      | Sprint (7,5 km)    | Darja Domratjeva                                                            | Laura Dahlmeier                                                                 | Marie Dorin Habert                                                              |          |
| 15 februari 2015 (Sön.)                                      | Stafett (4 x 6 km) | Tjeckien Eva Puskarčíková Gabriela Soukalová Jitka Landová Veronika Vítková | Italien Dorothea Wierer Nicole Gontier Federica Sanfilippo Karin Oberhofer      | Frankrike Anaïs Bescond Enora Latuilliere Coline Varcin Marie Dorin Habert      |          |
| 9. Världsmästerskapen i Kontiolax, 5–15 mars 2015            |                    |                                                                             |                                                                                 |                                                                                 |          |
| 7 mars 2015 (Lör.)                                           | Sprint (7,5 km)    | Marie Dorin Habert                                                          | Weronika Nowakowska-Ziemniak                                                    | Valj Semerenko                                                                  |          |
| 8 mars 2015 (Sön.)                                           | Jaktstart (10 km)  | Marie Dorin Habert                                                          | Laura Dahlmeier                                                                 | Weronika Nowakowska-Ziemniak                                                    |          |
| 11 mars 2015 (Ons.)                                          | Distans (15 km)    | Ekaterina Yurlova                                                           | Gabriela Soukalová                                                              | Kaisa Mäkäräinen                                                                |          |
| 13 mars 2015 (Fre.)                                          | Stafett (4 x 6 km) | Tyskland Franziska Hildebrand Franziska Preuss Vanessa Hinz Laura Dahlmeier | Frankrike Anaïs Bescond Enora Latuilliere Justine Braisaz Marie Dorin Habert    | Italien Lisa Vittozzi Karin Oberhofer Nicole Gontier Dorothea Wierer            |          |
| 15 mars 2015 (Sön.)                                          | Masstart (12,5 km) | Valj Semerenko                                                              | Franziska Preuss                                                                | Karin Oberhofer                                                                 |          |
| 10. Världscupfinal i Khanty-Mansiysk, 20–22 mars 2015        |                    |                                                                             |                                                                                 |                                                                                 |          |
| 20 mars 2015 (Fre.)                                          | Sprint (7,5 km)    | Kaisa Mäkäräinen                                                            | Laura Dahlmeier                                                                 | Darja Domratjeva                                                                |          |
| 21 mars 2015 (Lör.)                                          | Jaktstart (10 km)  | Darja Domratjeva                                                            | Laura Dahlmeier                                                                 | Franziska Preuss                                                                |          |
| 22 mars 2015 (Sön.)                                          | Masstart (12,5 km) | Laura Dahlmeier                                                             | Gabriela Soukalová                                                              | Marie Dorin Habert                                                              |          |

### Mixstafetter
| Datum                                                        | Disciplin                           | Etta                                                                        | Tvåa                                                                                 | Trea                                                                       | Referens |
| ------------------------------------------------------------ | ----------------------------------- | --------------------------------------------------------------------------- | ------------------------------------------------------------------------------------ | -------------------------------------------------------------------------- | -------- |
| 1. Världscuppremiär i Östersund, 30 november–7 december 2014 |                                     |                                                                             |                                                                                      |                                                                            |          |
| 30 november 2014 (Sön.)                                      | Mixstafett (2 x 6 + 2 x 7,5 km)     | Frankrike Anaïs Bescond Anaïs Chevalier Simon Fourcade Martin Fourcade      | Norge Synnøve Solemdal Tiril Eckhoff Vetle Sjåstad Christiansen Lars Helge Birkeland | Tyskland Franziska Hildebrand Franziska Preuss Arnd Peiffer Simon Schempp  |          |
| 7. Världscupen i Nové Město na Moravě, 6-8 februari 2015     |                                     |                                                                             |                                                                                      |                                                                            |          |
| 6 februari 2015 (Fre.)                                       | »Tvåpersonsmixstafett» (6 + 7,5 km) | Ryssland Jana Romanova Aleksej Volkov                                       | Norge Marte Olsbu Henrik L'Abee-Lund                                                 | Ukraina Julija Dzjyma Artjom Tysjtjenko                                    |          |
| 6 februari 2015 (Fre.)                                       | Mixstafett (2 x 6 + 2 x 7,5 km)     | Norge Fanny Welle-Strand Horn Tiril Eckhoff Johannes Thingnes Bø Tarjei Bø  | Tjeckien Veronika Vítková Gabriela Soukalová Michal Šlesingr Ondrej Moravec          | Ukraina Irina Varvjnets Valj Semerenko Dmytro Pidrutjnyj Sergej Semenov    |          |
| 9. Världsmästerskapen i Kontiolax, 5–15 mars 2015            |                                     |                                                                             |                                                                                      |                                                                            |          |
| 5 mars 2015 (Ons.)                                           | Mixstafett (2 x 6 + 2 x 7,5 km)     | Tjeckien Veronika Vítková Gabriela Soukalová Michal Šlesingr Ondrej Moravec | Frankrike Anaïs Bescond Marie Dorin Habert Jean-Guillaume Béatrix Martin Fourcade    | Norge Fanny Welle-Strand Horn Tiril Eckhoff Johannes Thingnes Bø Tarjei Bø |          |

## Världscupställningar
- Lägg märke till: Om två eller fler länder eller utövare står på samma poäng men inte har samma placering, beror det på att den som står före har en eller flera högre placeringar. Exempelvis ger en seger, en andraplats och en tredjeplats samma poäng som tre andraplatser, men den utövare eller det land som har en seger går före.

### Herrar
| Pl. | Namn                 | Poäng |
| --- | -------------------- | ----- |
| 1.  | Martin Fourcade      | 1 042 |
| 2.  | Anton Sjipulin       | 978   |
| 3.  | Jakov Fak            | 883   |
| 4.  | Simon Schempp        | 792   |
| 5.  | Johannes Thingnes Bø | 728   |
| 6.  | Ondrej Moravec       | 655   |
| 7.  | Jevgenij Garanitjev  | 635   |
| 8.  | Michal Šlesingr      | 630   |
| 9.  | Emil Hegle Svendsen  | 613   |
| 10. | Erik Lesser          | 606   |

| Pl. | Namn                 | Poäng |
| --- | -------------------- | ----- |
| 1.  | Martin Fourcade      | 416   |
| 2.  | Anton Sjipulin       | 370   |
| 3.  | Simon Schempp        | 354   |
| 4.  | Jakov Fak            | 337   |
| 5.  | Johannes Thingnes Bø | 330   |
| 6.  | Jevgenij Garanitjev  | 258   |
| 7.  | Ondřej Moravec       | 254   |
| 8.  | Michal Šlesingr      | 242   |
| 9.  | Arnd Peiffer         | 241   |
| 10. | Benjamin Weger       | 239   |

| Pl. | Namn                 | Poäng |
| --- | -------------------- | ----- |
| 1.  | Serhij Semenov       | 142   |
| 2.  | Martin Fourcade      | 120   |
| 3.  | Emil Hegle Svendsen  | 114   |
| 4.  | Michal Šlesingr      | 109   |
| 5.  | Johannes Thingnes Bø | 108   |
| 6.  | Simon Fourcade       | 100   |
| 7.  | Erik Lesser          | 98    |
| 8.  | Jakov Fak            | 91    |
| 9.  | Jevgenij Garanitjev  | 86    |
| 10. | Ondřej Moravec       | 77    |

| Pl. | Namn                | Poäng |
| --- | ------------------- | ----- |
| 1.  | Martin Fourcade     | 335   |
| 2.  | Anton Sjipulin      | 305   |
| 3.  | Jakov Fak           | 282   |
| 4.  | Simon Schempp       | 228   |
| 5.  | Erik Lesser         | 207   |
| 6.  | Emil Hegle Svendsen | 199   |
| 7.  | Tarjei Bø           | 183   |
| 8.  | Fredrik Lindström   | 181   |
| 9.  | Jevgenij Garanitjev | 179   |
| 10. | Nathan Smith        | 172   |

| Pl. | Namn                 | Poäng |
| --- | -------------------- | ----- |
| 1.  | Anton Sjipulin       | 242   |
| 2.  | Jakov Fak            | 204   |
| 3.  | Martin Fourcade      | 186   |
| 4.  | Simon Eder           | 174   |
| 5.  | Ondřej Moravec       | 167   |
| 6.  | Michal Šlesingr      | 148   |
| 7.  | Simon Schempp        | 146   |
| 8.  | Fredrik Lindström    | 146   |
| 9.  | Johannes Thingnes Bø | 144   |
| 10. | Tarjei Bø            | 134   |

| Pl. | Namn      | Poäng |
| --- | --------- | ----- |
| 1.  | Ryssland  | 311   |
| 2.  | Norge     | 308   |
| 3.  | Tyskland  | 305   |
| 4.  | Frankrike | 279   |
| 5.  | Österrike | 242   |
| 6.  | Ukraina   | 206   |
| 7.  | Kanada    | 198   |
| 8.  | Tjeckien  | 193   |
| 9.  | Slovenien | 189   |
| 10. | Schweiz   | 185   |

| - Efter 31 av 31 tävlingar - Uppdaterad 2015-04-07 \| Pl. \| Namn \| Poäng \| \| --- \| --------- \| ------- \| \| 1. \| Norge \| 8 096,5 \| \| 2. \| Tyskland \| 8 001,5 \| \| 3. \| Frankrike \| 7 812,5 \| \| 4. \| Ryssland \| 7 800 \| \| 5. \| Tjeckien \| 6 755,5 \| \| 6. \| Österrike \| 6 750 \| \| 7. \| Ukraina \| 6 216 \| \| 8. \| Schweiz \| 5 642,5 \| \| 9. \| Kanada \| 5 609 \| \| 10. \| Slovenien \| 5 518,5 \| |           |         |
| Pl. | Namn      | Poäng   |
| 1. | Norge     | 8 096,5 |
| 2. | Tyskland  | 8 001,5 |
| 3. | Frankrike | 7 812,5 |
| 4. | Ryssland  | 7 800   |
| 5. | Tjeckien  | 6 755,5 |
| 6. | Österrike | 6 750   |
| 7. | Ukraina   | 6 216   |
| 8. | Schweiz   | 5 642,5 |
| 9. | Kanada    | 5 609   |
| 10. | Slovenien | 5 518,5 |

### Damer
| Pl. | Namn                 | Poäng |
| --- | -------------------- | ----- |
| 1.  | Darja Domratjeva     | 1092  |
| 2.  | Kaisa Mäkäräinen     | 1044  |
| 3.  | Valj Semerenko       | 865   |
| 4.  | Veronika Vítková     | 793   |
| 5.  | Franziska Hildebrand | 757   |
| 6.  | Gabriela Soukalová   | 752   |
| 7.  | Dorothea Wierer      | 745   |
| 8.  | Laura Dahlmeier      | 725   |
| 9.  | Franziska Preuss     | 651   |
| 10. | Karin Oberhofer      | 643   |

| Pl. | Namn                 | Poäng |
| --- | -------------------- | ----- |
| 1.  | Darja Domratjeva     | 416   |
| 2.  | Kaisa Mäkäräinen     | 364   |
| 3.  | Veronika Vítková     | 347   |
| 4.  | Dorothea Wierer      | 333   |
| 5.  | Valj Semerenko       | 328   |
| 6.  | Tiril Eckhoff        | 307   |
| 7.  | Franziska Hildebrand | 302   |
| 8.  | Laura Dahlmeier      | 292   |
| 9.  | Veronika Vítková     | 281   |
| 10. | Karin Oberhofer      | 266   |

| Pl. | Namn                 | Poäng |
| --- | -------------------- | ----- |
| 1.  | Kaisa Mäkäräinen     | 162   |
| 2.  | Darja Domratjeva     | 139   |
| 3.  | Veronika Vitkova     | 122   |
| 4.  | Franziska Hildebrand | 103   |
| 5.  | Nadzeja Skardzina    | 89    |
| 6.  | Gabriela Soukalová   | 86    |
| 7.  | Ekaterina Yurlova    | 82    |
| 8.  | Laura Dahlmeier      | 81    |
| 9.  | Susan Dunklee        | 79    |
| 10. | Megan Heinicke       | 78    |

| Pl. | Namn                 | Poäng |
| --- | -------------------- | ----- |
| 1.  | Kaisa Mäkäräinen     | 348   |
| 2.  | Darja Domratjeva     | 347   |
| 3.  | Valj Semerenko       | 255   |
| 4.  | Laura Dahlmeier      | 224   |
| 5.  | Dorothea Wierer      | 214   |
| 6.  | Franziska Hildebrand | 204   |
| 7.  | Gabriela Soukalová   | 195   |
| 8.  | Franziska Preuss     | 194   |
| 9.  | Veronika Vítková     | 191   |
| 10. | Jekaterina Glazyrina | 190   |

| Pl. | Namn                 | Poäng |
| --- | -------------------- | ----- |
| 1.  | Franziska Preuss     | 218   |
| 2.  | Valj Semerenko       | 210   |
| 3.  | Darja Domratjeva     | 206   |
| 4.  | Gabriela Soukalová   | 200   |
| 5.  | Kaisa Mäkäräinen     | 198   |
| 6.  | Karin Oberhofer      | 172   |
| 7.  | Anaïs Bescond        | 166   |
| 8.  | Franziska Hildebrand | 163   |
| 9.  | Daria Virolaynen     | 141   |
| 10. | Veronika Vítková     | 137   |

| Pl. | Namn      | Poäng |
| --- | --------- | ----- |
| 1.  | Tjeckien  | 316   |
| 2.  | Tyskland  | 302   |
| 3.  | Frankrike | 266   |
| 4.  | Belarus   | 262   |
| 5.  | Italien   | 253   |
| 6.  | Ukraina   | 238   |
| 7.  | Norge     | 232   |
| 8.  | Ryssland  | 230   |
| 9.  | Polen     | 196   |
| 10. | Kanada    | 180   |

| - Efter 31 av 31 tävlingar - Uppdaterad 2015-03-22 \| Pl. \| Namn \| Poäng \| \| --- \| --------- \| ------- \| \| 1. \| Tyskland \| 7 853.5 \| \| 2. \| Tjeckien \| 7 646.5 \| \| 3. \| Frankrike \| 7 400.5 \| \| 4. \| Belarus \| 7 266.5 \| \| 5. \| Ukraina \| 7 074 \| \| 6. \| Ryssland \| 7 001 \| \| 7. \| Norge \| 6 942.5 \| \| 8. \| Italien \| 6 818 \| \| 9. \| Polen \| 6 013.5 \| \| 10. \| Österrike \| 5 259 \| |           |         |
| Pl. | Namn      | Poäng   |
| 1. | Tyskland  | 7 853.5 |
| 2. | Tjeckien  | 7 646.5 |
| 3. | Frankrike | 7 400.5 |
| 4. | Belarus   | 7 266.5 |
| 5. | Ukraina   | 7 074   |
| 6. | Ryssland  | 7 001   |
| 7. | Norge     | 6 942.5 |
| 8. | Italien   | 6 818   |
| 9. | Polen     | 6 013.5 |
| 10. | Österrike | 5 259   |

### Mixat

#### Mixstafettcupen
- Efter 4 av 4 tävlingar
- Uppdaterad 2015-03-20

| Pl. | Namn      | Poäng |
| --- | --------- | ----- |
| 1.  | Norge     | 216   |
| 2.  | Frankrike | 194   |
| 3.  | Tjeckien  | 174   |
| 4.  | Ukraina   | 169   |
| 5.  | Tyskland  | 167   |
| 6.  | Ryssland  | 163   |
| 7.  | Belarus   | 139   |
| 8.  | USA       | 138   |
| 9.  | Österrike | 131   |
| 10. | Slovenien | 120   |